# Długowąsowate
Długowąsowate (Clariidae) – rodzina słodkowodnych ryb sumokształtnych (Siluriformes), blisko spokrewniona z Heteropneustidae. Poławiane gospodarczo, hodowane w akwakulturze, a mniejsze gatunki – w akwarystyce.

## Zasięg występowania
Afryka zwrotnikowa, Syria, południowa i zachodnia Azja, od Filipin po Jawę. W Polsce introdukowano do hodowli suma afrykańskiego (Clarias gariepinus).

## Cechy charakterystyczne
Ciało mocno wydłużone, węgorzowate, o długości od ok. 4 cm (Horaglanis krishnai) do 175 cm (Dinotopterus cunningtoni). Długie płetwy grzbietowa i odbytowa, bez kolca. Mocny kolec występuje w płetwach piersiowych. Płetwa ogonowa jest zaokrąglona, u niektórych (Clariallabes, Channallabes i Gymnallabes) połączona z płetwą grzbietową. Pysk większości gatunków jest zaopatrzony w cztery pary długich wąsików.
Długowąsowate oraz sumy z rodziny Heteropneustidae mają zdolność oddychania powietrzem atmosferycznym za pomocą narządu nadskrzelowego. Są zdolne do pokonywania znacznych dystansów na lądzie w celu przeniesienia się z jednego zbiornika do drugiego, poszukiwania partnera do rozrodu lub pokarmu. Poruszając się poza wodą pomagają sobie kolcami płetw piersiowych. W czasie suszy często zagrzebują się w mule. Żerują w nocy.

## Klasyfikacja
Rodzaje zaliczane do tej rodziny:

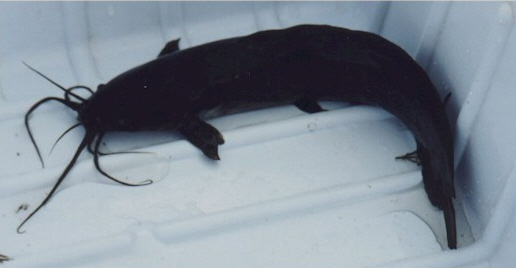
Clarias batrachus jest hodowany na polach ryżowych

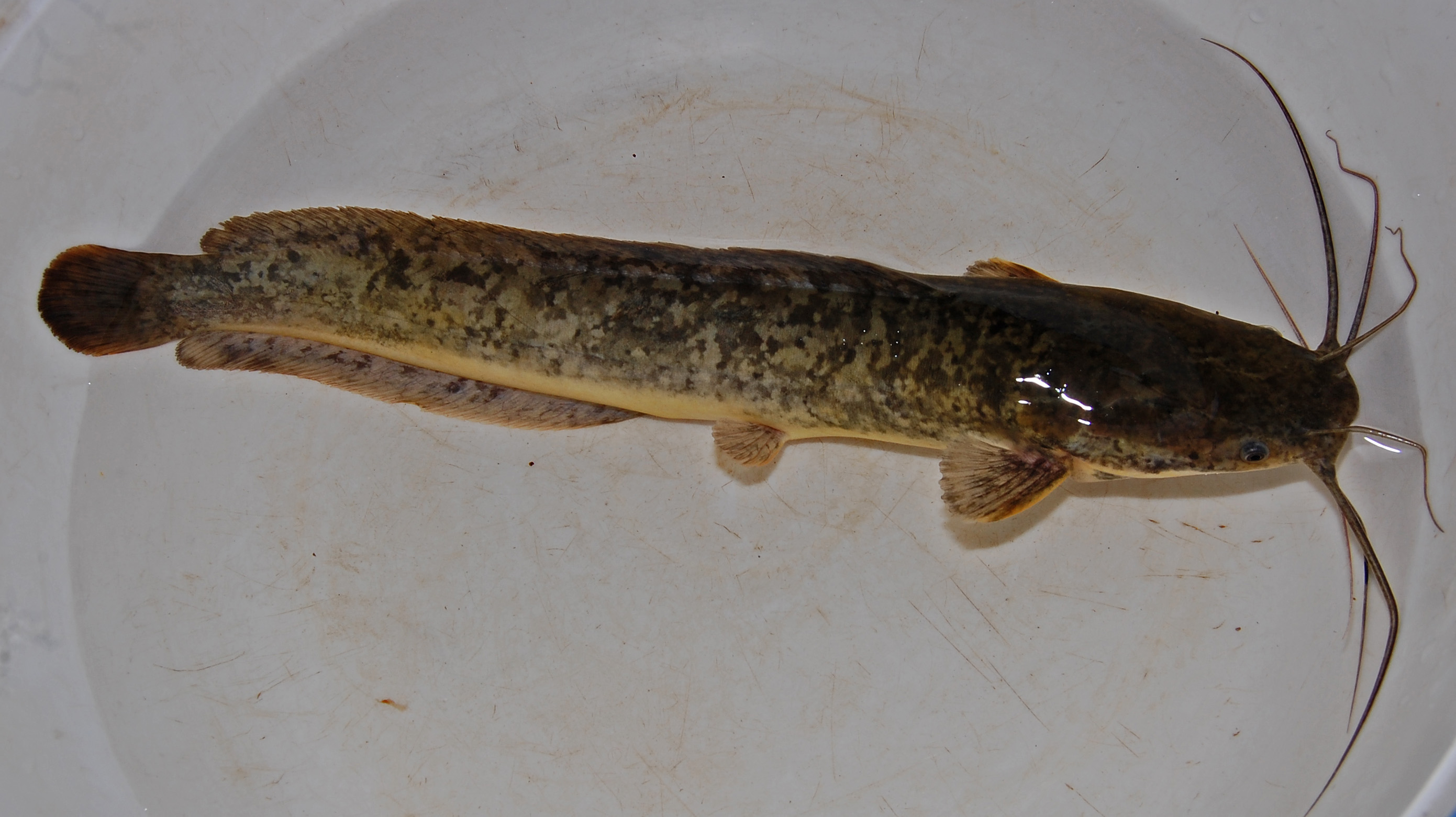
Tawadę (Clarias gariepinus) sprowadzono do Europy na początku lat osiemdziesiątych XX w.

Bathyclarias – Channallabes – Clariallabes – Clarias – Dinotopterus – Dolichallabes – Encheloclarias – Gymnallabes – Heterobranchus – Horaglanis – Platyallabes – Platyclarias – Tanganikallabes – Uegitglanis – Xenoclarias
Rodzajem typowym rodziny jest Clarias.